# Yde

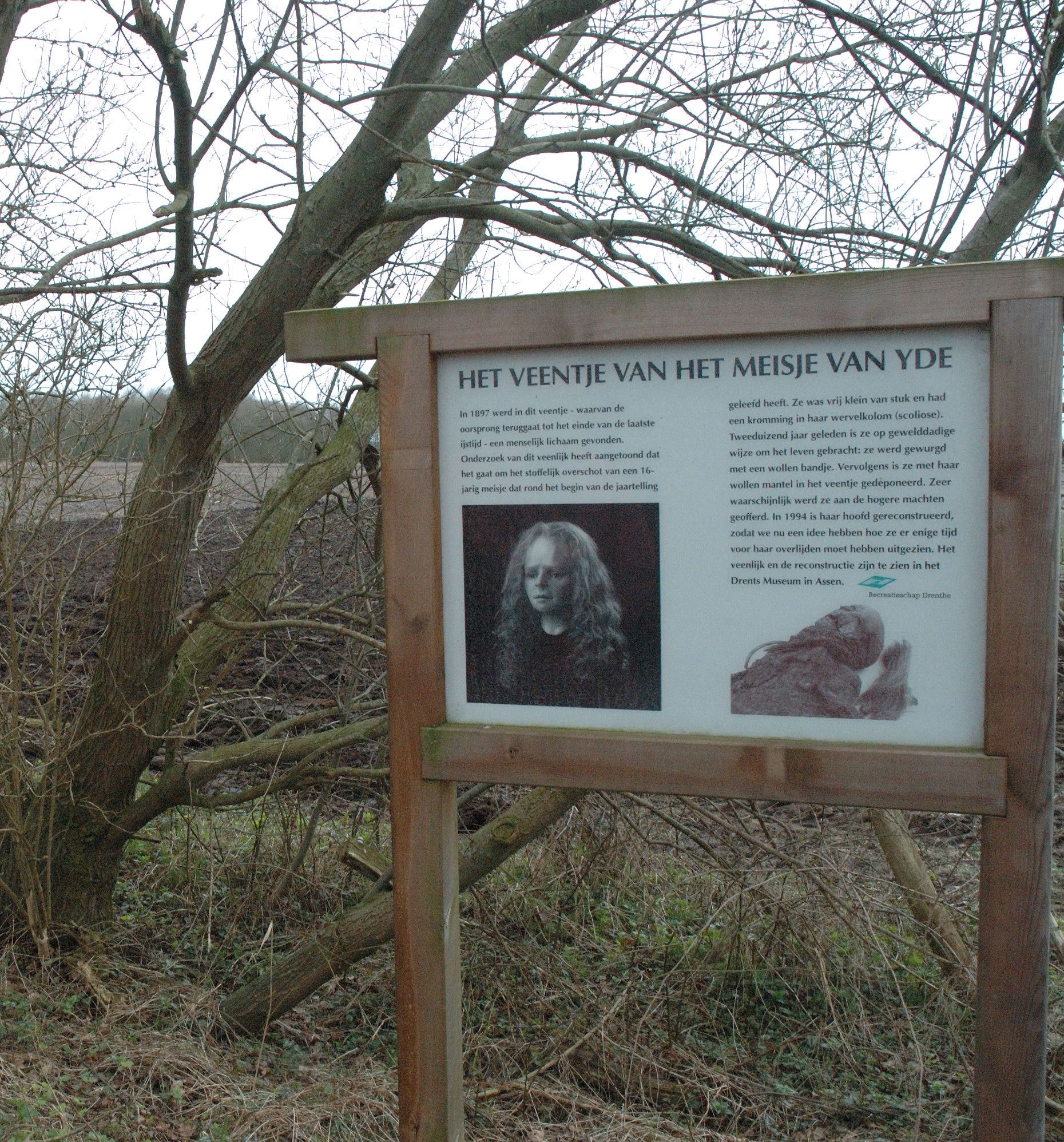
Tablica informacyjna w miejscu znalezienia mumii

Yde – wieś w Holandii, w prowincji Drenthe, w gminie Tynaarlo, 11 km od Groningen.

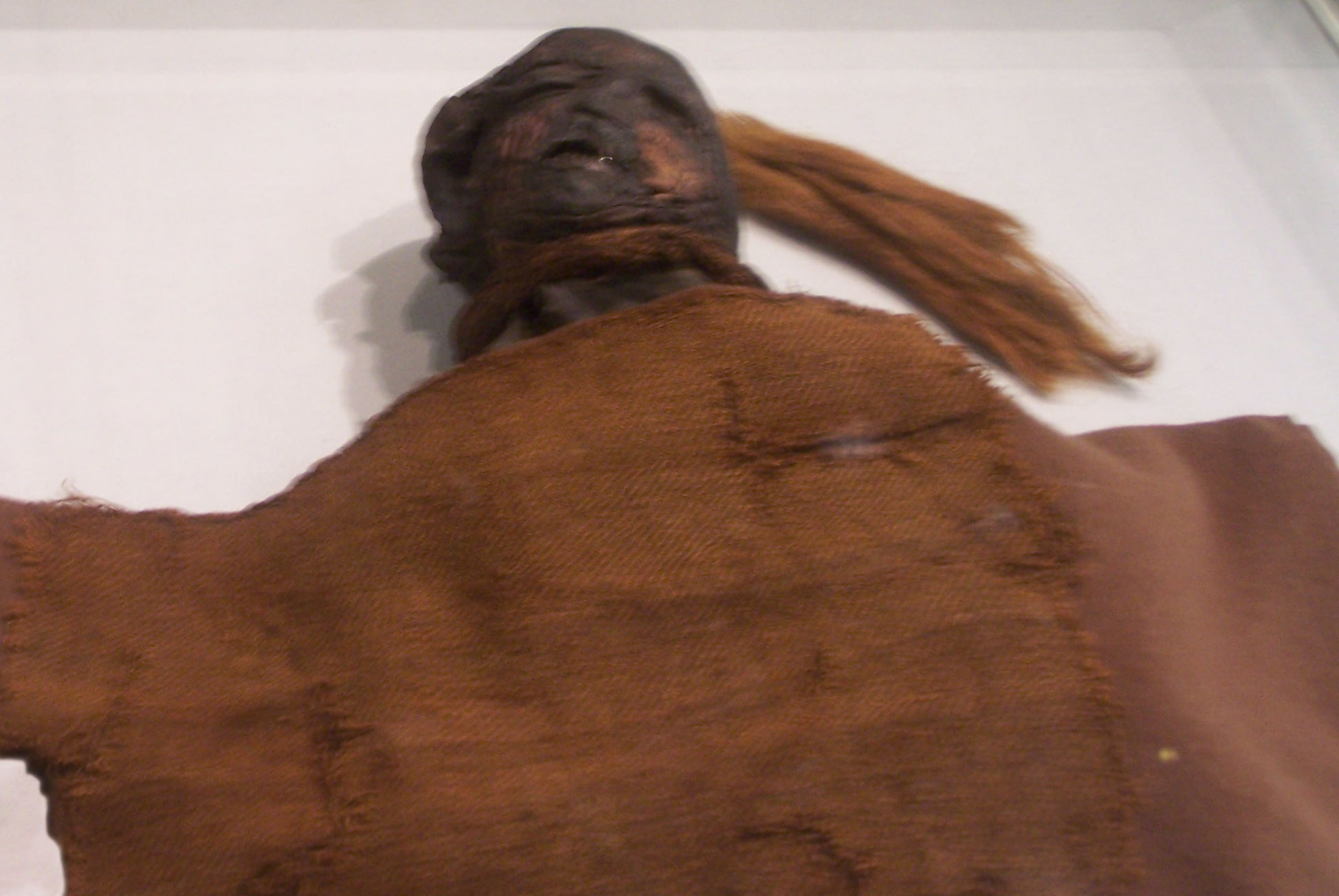
Dziewczyna z Yde

Yde jest najbardziej znane z odkrycia w pobliskich bagnach mumii zwanej Dziewczyną z Yde.